# وانتا (کانزاس)
وانتا (به انگلیسی: Wauneta) یک منطقهٔ مسکونی در ایالات متحده آمریکا است که در شهرستان چاتاکوآ، کانزاس واقع شده‌است. وانتا ۲۹۲٫۰ متر بالاتر از سطح دریا واقع شده‌است.